# 大栄翔勇人
大栄翔 勇人（だいえいしょう はやと、1993年11月10日 - ）は、埼玉県朝霞市出身で、追手風部屋所属の現役大相撲力士。本名は高西 勇人（たかにし はやと）。身長182cm、体重164kg、最高位は東関脇（2023年9月場所 - 11月場所・2024年3月場所-）。

## 来歴

### 入門前
小学1年生から相撲を始め、中学時代は入間市の入間少年相撲クラブに週1回通うかたわら、園芸部に所属した。「キュウリやナス、ゴーヤーにアジサイも育てた。特にヒマワリが大好きでした」と本人は後に振り返る。
埼玉栄高校時代は3年時にインターハイ団体2位、個人3位、国体でも団体2位などの実績を残し、高校卒業直前の2012年1月に追手風部屋で初土俵を踏む。十両昇進時には自身の高校時代より相撲部監督を務めていた山田道紀が「母子家庭ということもあり、親に楽をさせたいという思いを持っている。芯がしっかりしている」と入門の背景にあった事情を打ち明けている。

### 入門後
2012年3月場所で「大翔栄」の四股名に改めて、初めて番付に名前が載り、いきなり序ノ口優勝を果たすと、初土俵から所要1年で初の幕下に昇進。その途中で四股名を現在の大栄翔に改めたが、「栄」の字が四股名の最後に来ると怪我をすると言われ、事実怪我をしてしまったことが改名理由である。
その後幕下での負け越しや三段目陥落など、壁に当たることもあったが、2013年3月に同部屋の幕下付出力士・遠藤が入門して史上最速で幕内まで駆け上がったのを間近で見て大いに刺激を受けて発奮し、同年5月場所で三段目優勝。
2013年11月場所以降は関取昇進目前の番付が続き、東幕下2枚目とした2014年5月場所は6勝1敗の好成績を収め、場所後の番付編成会議で新十両昇進が決定した。記者会見では、入門からわずか2年半での関取昇進については早かったと語っている。なお、追手風部屋から、大学を経ずに入門した日本出身力士が十両へ昇進するのは初めてのことである。

### 新十両・新入幕
7月場所は関取70人のうちただ1人の埼玉出身者として土俵に上がり、8勝7敗の勝ち越し。2015年5月場所は直前の春巡業で精力的に稽古をこなしたためか好調であり、場所を10勝5敗の好成績で終えた。2015年9月場所新入幕。そこから2場所連続負け越しで2016年1月場所に十両に戻るも、3月場所に再入幕して10勝5敗の2桁勝利で幕内において初の勝ち越しを得た。なお、3月場所の14日目には安美錦が膝の不調により安美錦自身の部屋の横綱・日馬富士の土俵入りの従者を務められなくなったため、代役として露払いを務めた。自己最高位を西前頭9枚目まで更新した5月場所は6勝9敗と負け越し、続く7月場所とその次の9月場所も不調であり連続で5勝10敗の2桁黒星。11月場所は1月場所以来となる十両での土俵となった。十両4枚目の地位で千秋楽に勝ち越しを決め、8勝7敗の成績だったが、幕内復帰はならなかった。
2017年1月場所は西十両2枚目で迎えた。初日から2連敗するが、そこから8連勝。10日目終了時点で德勝龍と並び2敗で優勝争いのトップに立つが、11日目にその德勝龍に敗れ、3敗に後退。しかし12日目に德勝龍が敗れ、大栄翔が勝ったため、この時点で3敗で大栄翔、宇良、德勝龍が優勝争いで並んだ。14日目には優勝争いトップ組の中で德勝龍のみ敗れ、千秋楽では大栄翔の取り組みの前に德勝龍が勝ち、宇良が負けたため、勝てば単独優勝、負ければ三つ巴での優勝決定戦となる場面だったが、誉富士に勝利し、12勝3敗の成績で十両優勝を果たし、3月場所で幕内に復帰した。2017年3月場所前に行われた座談会では甲山（元幕内・大碇）から「大栄翔は体重を意識的にかなり落としたらしい。今までは体が重すぎて自分の動きが出来なかったみたい。体重を落としたことで動きが戻って、逆に馬力もついてきたというか」と1月場所の好調について解説された。その3月場所では中日からの8連勝もあって11勝4敗の好成績だった。4月21日の春巡業水戸場所では横綱・鶴竜と13番に渡って三番稽古を行った。しかしデイリースポーツには「稽古をしていないよね。突っ張って自分の相撲を取ればいいのに。自分を試す場所と思うのに。気を使っているのか…。若手の全員じゃないけど、パッと力を抜いたりとか。パパっとやられておけばいいと思っているのかな」と鶴竜がぼやく様子が伝えられている。5月場所は初の上位総当たり戦であったが、十分な稽古を積んでいなかったためか、中日負け越しを喫したばかりか三役以上からは白星を得ることができず、4勝11敗と上位の壁に跳ね返された。西の7枚目で迎えた7月場所も9日目から6連敗を喫するなどで5勝10敗に終わり、二場所連続での二桁の黒星となった。東の11枚目で迎えた9月場所は7日目を終えた時点で6勝1敗と好調だったが、中日以降星を落とし、8勝7敗と1つの勝ち越しに留まった。7日目の取組を終えて大栄翔は「優勝争いの意識は無いです。早く番付を戻して上位でやりたいです」と意欲を見せていた。10月15日の秋巡業京都場所では三番稽古で阿武咲を圧倒し、4連勝する場面もあって（最終的な番数は不明）、充実した稽古をしていた。24日に行われた岡山場所の朝稽古では鶴竜の指名を受けて三番稽古。必死に得意の押し相撲で挑んだが計10番で1度も勝てなかった。のど輪から押し出されたり、前まわしを引かれたりして、ほとんど勝機はなく「横綱は離れても組んでも強いです」と脱帽した。それでも、22日の同巡業大阪場所でも照ノ富士に指名されて15番取って3勝をもぎとるなど、上位陣から一目置かれる存在になりつつあった。
2018年1月場所は自己最速の10日目での給金相撲を達成した。一時は報道陣が殺到し、埼玉栄高の後輩でこの場所新小結の貴景勝から「たくさんの記者に囲まれるのはいつ以来?」とツッコミを入れられた際には「（十両優勝した）去年の初場所以来だ! 目立って悪いか」と威勢よく返した。しかしそれ以降は白星に見放され、最終的な成績は9勝6敗に終わった。3月場所は5枚上昇の西前頭8枚目とやや番付運に恵まれた。9月場所は場所中に「場所前の稽古に手応えを感じた」と趣旨の談話を行うなど本人としては好調のつもりであった が、10日目までは4勝6敗と黒星先行。しかし残りの相撲は14日目以外すべて勝ち、8勝7敗と勝ち越し。2019年9月場所は東前頭3枚目の地位で土俵に上がったが11日目に7敗目を喫して負け越しまで後が無くなった。しかし残りを4連勝して8勝7敗と勝ち越しを決めた。11月場所は2日目に横綱・白鵬に初めて勝ち、先場所の鶴竜戦に続いて2場所連続で金星を獲得し、5日目の栃ノ心戦の不戦勝という幸運もあって場所を8勝7敗で終え、翌年の2020年1月場所での新三役を確実にした。この金星かつ優勝した白鵬へ付けたこの場所唯一の黒星が評価されて自身初の殊勲賞を受賞した。冬巡業は初日の12月1日から参加していたが、4日の人吉場所を待たずに「溶連菌感染症」により途中休場。帰京後は4日間安静に努め、8日から埼玉・草加市の部屋でまわしを締めて稽古を再開させたという。「（溶連菌には）初めて感染した。病気に気をつけようと思った」と話した。
2019年12月24日の2020年1月場所番付発表で正式に西小結の地位に就いた。新三役会見で本人は「自分の中で今年の目標だったのでうれしい」と、感慨深く話し、2019年に「新三役」「初金星」「初三賞」という3つの目標を全て達成したことに関して「今年1年で全部かなってうれしい。言ったからには達成しないといけないと思っていた」と語った。

### 新三役・新関脇
2020年1月4日、追手風部屋で新年最初の申し合い稽古を行い、遠藤らと20番取り「動きは悪くない。ここからしっかり体をつくっていきたい」と意気込んだ。
7月場所は2場所振りに小結に返り咲いた。2日目に鶴竜、12日目に大関・貴景勝の休場で上位陣2人から不戦勝を得る幸運があった他、11日目には白鵬を押し出しで勝利した事で、千秋楽の勝利を条件に殊勲賞の候補に挙がった。その千秋楽は、10勝を挙げているが対戦成績が6勝1敗と合口の良い妙義龍を引き落としで破り、2回目となる殊勲賞受賞が決定。9日目終了時点では5勝4敗であったが、10日目から6連勝とし11勝4敗で場所を終えた。
9月場所では自己最高位を更新する東関脇2枚目の地位を与えられた。追手風部屋からの新関脇は、2000年11月場所の追風海以来20年ぶり。埼玉県出身でも久々の新関脇誕生で、1963年7月場所の若秩父以来、57年ぶり戦後2人目となった。しかしその9月場所では上位に苦戦をし、5勝10敗で終えた。
10月初めには悩まされていた右肘の遊離軟骨除去手術を受けた。
西前頭2枚目でむかえた11月場所では、初日から7連勝していた小結・照ノ富士を破るなど、快調に星をのばし、10勝5敗と2桁勝利を挙げた。

### 初の幕内最高優勝
2021年1月場所は先場所西前頭2枚目で10勝を挙げるも、御嶽海以外の三役力士が全員勝ち越し、その御嶽海も関脇で7勝8敗と1点の負け越しで小結にとどまったため大栄翔は1枚だけ上昇の西前頭筆頭として迎えることとなった。その初場所は初日から三役力士を総なめして7連勝。翌日も西前頭6枚目の輝を下し自身初の中日勝ち越しを決める。しかし翌日には好調だった東前頭2枚目の宝富士に黒星を喫し連勝が止まる。翌10日目の北勝富士戦には勝利し連敗はしなかったが、11日目阿武咲戦では相手のいなしにまともについていき2敗を喫しこの時点で正代に並ばれてしまう。しかし14日目に正代が照ノ富士に敗れたことにより再び単独先頭となり、千秋楽を迎えることとなった。そして迎えた千秋楽、勝ち越しをかける西前頭5枚目の隠岐の海との対戦が組まれ立ち合いから一気に突き出し悲願の初優勝を決めた。追手風部屋からは初の幕内最高優勝。そして埼玉県出身者からも初の優勝者ともなった。千秋楽の取組前に自身3度目の殊勲賞の獲得が決定し、この場所を優勝するという条件付きで受賞が認められることとなっていた 技能賞も自身初の獲得となった。賜杯を抱いた感想を「あんなに重いものだと思っていなかったので、ビックリした」と述べ、技能賞獲得に対して「自分は技能とはかけ離れた相撲だと思っていた」と自ら意外の感を口にした。2月3日、地元の埼玉県朝霞市役所に表敬訪問を行い、富岡勝則市長から「市民体育賞特別賞」を授与された。5日、母校の埼玉栄高に表敬訪問を行った。同校相撲部の山田道紀監督は「高校に入った時にはまさかこうなるとは思わなかった。でも辛抱強かった。おとなしい子だったけど、嫌な顔をせずに四股やテッポウをコツコツやって3年で花開いた」と大栄翔の高校時代を振り返った。

### 初優勝後
大関昇進への足掛かりが期待された3月場所は初日から4連敗。中日に大関・朝乃山、その翌日には大関・正代を破るなど先場所優勝の力を後半に見せつけるも最終的には8勝7敗となった。
5月場所では、9日目に大関・貴景勝を破る活躍を見せるものの、黒星が先行する苦しい土俵となり、12日目に負け越しが決まり、最終的に6勝9敗となり期待されていた大関昇進の夢は儚く消えた。
7月場所は西前頭筆頭と1枚だけしか下がらないという番付運に恵まれるものの初日から三役力士との連戦に屈し、若隆景以外の三役力士には全て敗れて1勝7敗で中日を終え、それ以降も勝てたのはこの場所同じく上位に苦戦した千代大龍や琴恵光らのみで結局5勝10敗と2桁敗戦でこの場所を終えた。
9月場所では9日目に新横綱の照ノ富士に勝利し自身3つ目の金星獲得と同時に照ノ富士の横綱昇進後初勝利第1号、照ノ富士の初金星配給、照ノ富士の初日からの連勝ストップと記録づくめの1番となった。最終的に10勝5敗と優勝した初場所以来の2桁勝利で終え、前述の照ノ富士への勝利が評価されてこの場所は自身4度目の殊勲賞獲得となった。
2022年7月場所は新型コロナウイルス感染者と濃厚接触した可能性があるため13日目から休場したが、13日目時点で8敗目が付かなかったため、9月場所は東関脇2枚目に残留。この場所は中日まで2勝6敗と不調であったが、後半追い上げて正代、御嶽海の2大関から白星を獲得し、照ノ富士からも不戦勝を得た。しかし前半の足踏み祟り、13日目に負け越しが確定。それでも最後の2日間を勝って7勝8敗と踏みとどまった。11月場所11日目に幕内300勝に到達。幕内300勝到達に際して「新入幕の時は考えもしなかった数字だが、地道に積み重ねた結果。これからも一番を大事に取っていきたい」とコメントした。
2023年3月場所は9日目に勝ち越しを決め、9日目終了時点で全勝の翠富士を1差で追う展開であった。10日目時点では2敗に後退したが優勝戦線に残った。13日目終了時点で翠富士が3敗に後退し、自身が単独トップに躍り出た。この場所は千秋楽の取組結果を待たず自身2度目の技能賞を受賞。千秋楽は14日目終了時点で3敗と1差で追う霧馬山と本割・優勝決定戦で直接対決となったが、いずれも突き落としで敗れて逆転優勝を許している。優勝を逃した際は「悔しい」「土俵際の甘さが自分の弱いところ」と漏らしている。本割で敗れた後、NHKの大相撲中継で解説を務めていた舞の海秀平からは「押し込んでいっても、のど輪で勝負をしようとするのはやめた方がいい」と指摘されていたが、決定戦では舞の海の懸念が的中し、土俵際でのど輪を外され突き落とされるという本割を再現するかのような相撲となってしまった。なお、千秋楽には朝霞市でパブリックビューイングが行われ、大栄翔の母校・朝霞市立朝霞第四小学校に地元住民ら約200人が駆けつけ、黄色のスティックバルーンや手作りのボードを掲げながら声援を送っていた。会場に駆けつけた母は「本人が一番悔しいと思う。親としては、15日間無事に終えられたことの方がうれしいこと。十分だと思います」とこの場所の結果に納得した様子を見せ、兄は「結果は残念ですけど、前に出る相撲はできていた。家族として誇りに思います」と話していた。
4月3日の春巡業箕面場所の際には「上がりたいという気持ちがないと、絶対に上がれない。もっともっと、強い気持ちにして臨みたい」と大関昇進への決意を込めた。5月場所前、佐渡ケ嶽審判部長（元関脇・琴ノ若）は「確かに相撲は安定しているけど（3場所前が三役でなく前頭）筆頭というのがある。場所が始まってみないと何ともお答えできない」としつつも「マイナスということではなく、今場所の成績にもよると思う。千秋楽で何勝しているかで、審判部の話になると思う」と大関昇進の可能性にも言及した。一方で一部報道からは「大関昇進3場所前の成績として平幕上位の成績を参照しても問題ないのではないか」「そもそも3場所33勝未満で昇進した例も少なくない」との声が聞かれる。12勝以上など高いレベルの成績次第で昇進の話題が審判部で上がりそうな状況の中、4日目の正代を突いて起こし、1度は引いたものの思い直したように突き押しを繰り出し、タイミング良くはたきこんだ1番を見た八角理事長は「今日は立ち合いから思いきり行かず（相手を）見て行き、無理して出て行かなかった。勝てると思う相手に、安全に勝ちに行くのは押し相撲の力士には難しいこと。今日はそういう相撲を取った」と分析した上で「そういう意味で力をつけた印象」と好印象を語った。しかし9日目に3敗目を喫し、大関取りに後がない状況となった。11日目の貴景勝戦で4敗目を喫し、大関昇進が考慮される12勝をこの場所で挙げることが不可能になった。それでも続く7月場所に大関取りへの可能性を繋ぐことには成功した。佐渡ヶ嶽審判部長（元関脇・琴ノ若）は、豊昇龍、若元春と共に7月場所が大関取りの場所となると明言。9月場所に最大5大関体制となり得るという飽和状態も佐渡ヶ嶽は歓迎する方針を示した。
6月中旬時点では、連日20番以上相撲を取る稽古を行って順調な仕上がりが伝えられている。7月場所前の大関取りに向けた会見では「意識してやらないと上がれない地位。自分は今年、30歳になる。そう長くは（相撲を）とれないし、気持ちを強く持って自分の力を100%出せるようにしたい」とこのままだと大成しないと危機感を露わにしつつ「全部とは言わないが、ほとんどが（土俵際での）逆転負け。今までは心のどこかで『力をセーブしたら勝てない』という思いがあったが、今はそこを調整できるようになってきた」と進歩した実感があると語った。7月4日の稽古の際の取材には「（優勝を逃した）3月の悔しさもあるし、優勝を目指して頑張りたい」と2度目の優勝と大関昇進の2つを一気に目指すと決意表明。しかし場所13日目に5敗目を喫し、これにより「直近3場所33勝」をこの場所で達成することが不可能となった。千秋楽は勝って10勝5敗に乗せれば昇進の可能性を繋ぐことができるが、14日目終了時点で佐渡ケ嶽審判部長（元関脇・琴ノ若）は「（若元春、大栄翔の大関昇進は）厳しいですね」とコメント。さらに、この日は注文相撲で9勝目をあげており、これに対し八角理事長は「大関としてやっていけるかどうかの見極めで、こういう大関を見たいと思いますか? お客さんが納得できると思いますか?」「33勝したからといって上げて良いのかなと思いますよ。終盤に来ての印象が悪すぎる。内容ですよ、内容」と激怒。結局、千秋楽は黒星となり、9勝6敗と2桁勝利に届かず、大関取りは事実上白紙となった。
場所後の夏巡業中、場所13日目の若元春戦で叩き込みに敗れた際に胸を土俵上に強打して肋骨を骨折していたことを明かした。8月20日の小山場所時点では若い衆に胸を出すところまで回復。9月場所は千秋楽を首位に1差の4敗で迎え、千秋楽で5敗となり優勝を逃したが優勝次点。この場所は優勝すればという条件付きで殊勲賞を受賞することとなったが、優勝を逃して受賞はならなかった。
2024年3月場所の取組編成会議の際には佐渡ケ嶽審判部長（元関脇・琴ノ若）が「大栄翔が1歩リードといえるか。負け越していないのが大きい」と次の大関候補筆頭に大栄翔の名前を上げた。昇進には高いハードルが課せられるが、成績次第でこの場所での大関昇進も有り得えない訳ではないと報じられた。しかしこの場所は初日から3連敗を喫し、この時点で大関取りは不可能となった。さらに13日目に負け越しを喫し、大関取りは完全に白紙になった。2024年5月場所では西前頭筆頭で11勝4敗の好成績を上げて武蔵川親方も「11勝した大栄翔も、9勝を挙げた平戸海も良かったね。なんでこのふたりに三賞をあげないの?」とコメント。翌7月場所では小結に復帰した。
それ以降も勝ち越しを続け、11月場所からは関脇の地位で相撲を取り、しばらくは関脇の地位で大関取りを目指す状況が続いたが、2025年6月の稽古で右ふくらはぎを痛め、7月上旬に再び悪化したため、7月場所は初日から自身初めて休場することが決まった。現役8位の1070回を数えていた通算連続出場記録もついにストップすることとなった。

## 取り口
基本的に馬力を生かした突き押し一辺倒の取り口が持ち味であり、重く力強い突っ張りや喉輪を武器としている。2012年3月場所で序ノ口優勝を果たした際は左四つでも大相撲で通用すると考えていたが、新序二段として迎えた同年5月場所の2番相撲で当時35歳だった白乃龍と対戦し、左の相四つで大相撲初黒星を喫したことから突き押しに転向したという。以来突き押しを武器としている一方、立合いや下半身に改善の余地がある。2024年5月場所時点でも、藤島親方(元大関・武双山)は当たって突き放す元気な相撲は健在だと評価している。
2016年3月場所前の座談会では、浦風（元幕内・敷島）から「力強さが出てきた」と評され、振分（元小結・高見盛）も「地味ですけど、突っ張りもいいものを持っていますよ」と話した。
もともと四つ相撲主体であったためか「立ち合いはきれいだね。遠藤にしろ、大翔丸にしろ、この部屋の力士はきちんと両手をつくし、いい立ち合いをするよ」と高評価を受けている。2017年の山根千佳のコメントによると、メンタル面は角界でも上位であるという。
2020年始めに八角理事長は時事通信の相撲記者の若林哲治と対談した際、大栄翔について「馬力はついてきたけど、まだ腰が入っていない」と指摘して、くたくたになるまで稽古して足腰を入れて押すことを覚えるようにと話している。
2020年7月場所の相撲を見た武蔵川は場所後に「まわしを取らせない押し相撲に徹している」と評価された。
2021年1月場所後の報道によると、新型コロナウイルス感染拡大防止の観点から出稽古が禁止されている中、関取の多い追手風部屋で部屋での稽古相手に恵まれたのが優勝の要因であるという。
2021年2月の協会公式YouTubeチャンネルで測定したところによると握力は56kg。
稽古では仲の良い阿武咲、貴景勝の胸を借り、互いに競い合っている。
2021年11月場所2日目の照ノ富士を土俵際まで追い詰めてあと一歩のところまで大善戦した一番については、一部報道から立合いで先手を取って強く当たり、後退させて相手の上体を起こす力相撲を評価されている。
右のど輪と出足は照ノ富士から白星を稼ぐ武器として知られるが、2022年7月場所前には北の富士から、時には差し手を返して寄って出る相撲を覚えるのも良いのではないかと言われている。
2023年3月場所10日目に豊昇龍の張り手一発で沈んだ際には北の富士から曲者相手に相撲が正直すぎる点を指摘された。一方、13日目には花田虎上から相手がよく見えており腰も下りており突っ張りの回転も速い点を評価され「残り2日も崩れる気配を感じません」とそのまま優勝争い(先述)で逃げ切ることを期待された。

## エピソード
- 目立たない性格であり、本人はこれについて「よく声が小さいと言われて、店員に何回も聞き返される。自分では普通に話しているつもりなのに…」と話している。同い年で大卒の豊山、朝乃山らに話題は先行されていた[2]。
- 2018年7月場所にはニシキゴイの描かれた染め抜きで場所入りした[70]。
- 全日本空輸から化粧廻しを贈呈されている[71]。
- 同じ高校出身の貴景勝が婚約を発表した際、自身については「相撲と一緒で徐々に頑張っていきたい」と照れながら話した[72]。
- 好物は米[73]、唐揚げ[74]、リンゴ、ナシ[75]。米は幼少期からの好物で、幼稚園の面接で先生たちに「好きな食べ物は何?」と聞かれたときは、他の子が「ハンバーグ」「イチゴ」などと答えているなか、高西だけは「ごはん」と答えた[73]。
- 埼玉県出身であるが、母方のルーツは石川県珠洲市にある。親族の話によると、大栄翔の祖父は飯田高校の相撲部員であった。若い頃に東京に移って鉄工業を営み、その死後に家族は埼玉県に引っ越したという[76]。
- 小学校低学年の時に「犬が欲しい」と母に願い出たが「自分で稼ぐようになってからにすれば」と却下された。関取に定着した2016年6月にオスのトイプードルを購入[77]。
- 埼玉・朝霞市の実家に帰省した際には、母が作った「たまごサンド」を食べる[78]。
- 新型コロナウイルスが流行するまで、1ヶ月の半分は焼肉店で夕食を行い、自炊経験は一切皆無であった。そんな大栄翔がコロナ禍に見舞われると、師匠の追手風が「夜も部屋で食べていけ」と、部屋を出て暮らしている関取衆らに声を掛けてくれた[79]。
- 2021年1月場所後の優勝記者会見において、前年4月より日本大学大学院総合社会情報研究科に在学していることを明らかにした[80]。2022年3月に修了[81]。修士論文のテーマは「相撲文化継承への提言」[82]。
- 2021年3月1日に結婚を発表した渡邉彩香、小林悠輔は同期生（同級生という報道もあるが、厳密には誤り）だが、埼玉栄高は大栄翔の代でも1学年21クラスというマンモス校であり、2021年3月場所前の報道によると面識はない。大栄翔曰く「同級生が多すぎて、卒業アルバムで『初めまして』みたいなことが多い。僕は普通科で（渡辺は）保健体育科。校舎も違うので」[83]。
- 2021年には平幕の地位で三役以上に対して14勝14敗と勝率5割を記録(関脇・小結戦9勝6敗、横綱・大関戦5勝8敗)しているが、この年に平幕の地位で15番以上三役以上と対戦した力士としてベスト1位の勝率[84]。
- 2022年11月4日放送分の『クイズ!あなたは小学5年生より賢いの?』に出演。翔猿に「秘密兵器」として番組に連れられた形であった。大学院卒で修士号の学位を持っている「インテリ」だが、最終問題が不正解で賞金の300万円獲得はならず[85]。
- 2023年7月場所は豊昇龍、若元春と共に大関取りを懸ける場所となったが、初優勝の時点で大関候補と目されるなど3人の中で一番早い時期に大関候補として名前が挙がっていた[86]。

### 2017年9月場所7日目
- 佐田の海をはたきこみ、この場所6度目の勝ち名乗りを受けたが、またしても懸賞はなかった。この事を大栄翔は結構気にしており、出番前には御嶽海に指摘されて「本当にやめて。言わないで」と懇願した[2]。その後、多くの報道陣に囲まれた支度部屋で、今度は埼玉栄高の3年後輩の貴景勝が寄ってきて「今日はどこが良かったか」「好調の要因は」と報道陣に交じって、矢継ぎ早に問いただされた。「いいから!」と遮るも、人の良い大栄翔は結局答えてしまう。「良い相撲だったよ。会心の相撲だよ!」「巡業中の貴景勝関との稽古が良かったからです!」と記者からは称えられた。そんな愛すべき後輩が去った後は「一緒に上でやりたいですね」と、小さな声で望んでいた[2]。

## 略歴
- 2012年1月場所 - 初土俵
- 2012年3月場所 - 序ノ口
- 2012年5月場所 - 序二段
- 2012年7月場所 - 三段目
- 2013年1月場所 - 幕下
- 2014年7月場所 - 十両
- 2015年9月場所 - 幕内
- 2020年1月場所 - 新小結
- 2020年9月場所 - 新関脇

## 合い口
2025年7月場所終了現在。
（以下、最高位が横綱・大関の現役力士）
- 横綱・豊昇龍には4勝14敗。豊昇龍の大関昇進後は8敗、横綱昇進後は1敗。
- 横綱・大の里には1勝7敗。大の里の大関昇進後は1勝3敗。
- 大関・琴櫻には9勝11敗。（不戦勝1を含む）。琴櫻の大関昇進後は4勝3敗。
- 元大関・髙安には12勝12敗。髙安の大関在位中は1勝4敗。
- 元大関・朝乃山には14勝8敗。朝乃山の大関在位中は2勝3敗。
- 元大関・正代には23勝9敗。正代の大関在位中は9勝4敗。
- 元大関・御嶽海には14勝16敗。御嶽海の大関在位中は2勝1敗。
- 元大関・霧島には11勝15敗。他に優勝決定戦で1敗がある。霧島の大関在位中は2勝3敗。

（以下、最高位が横綱・大関の引退力士）
- 元横綱・白鵬には2勝8敗。
- 元横綱・日馬富士には1敗。
- 元横綱・鶴竜には2勝5敗（不戦勝1含む）。
- 元横綱・稀勢の里には1敗。
- 元横綱・照ノ富士には7勝9敗（不戦勝2含む）。
- 元大関・琴奨菊には2勝5敗。いずれも琴奨菊の大関陥落後における対戦成績である。
- 元大関・豪栄道には3勝3敗。
- 元大関・栃ノ心には4勝6敗（不戦勝1含む）。栃ノ心の大関在位中は2勝1敗。土俵の上での直近の勝利は2019年9月場所で決まり手は押し出し。
- 元大関・貴景勝には7勝19敗（不戦勝1含む）。貴景勝の大関昇進後は6勝16敗（不戦勝1含む）。

## 幕内対戦成績
| 力士名   | 勝数  | 負数 | 力士名   | 勝数 | 負数 | 力士名   | 勝数 | 負数 | 力士名     | 勝数 | 負数 |
| -------- | ----- | ---- | -------- | ---- | ---- | -------- | ---- | ---- | ---------- | ---- | ---- |
| 碧山     | 6     | 8(1) | 安青錦   | 2    | 0    | 明瀬山   | 2    | 0    | 朝赤龍     | 2    | 0    |
| 朝乃山   | 14(1) | 8    | 熱海富士 | 4    | 4    | 阿炎     | 16   | 12   | 天風       | 1    | 0    |
| 安美錦   | 1     | 0    | 阿夢露   | 3    | 0    | 荒鷲     | 2    | 3    | 勢         | 2    | 1    |
| 石浦     | 5     | 2    | 逸ノ城   | 5    | 9    | 一山本   | 3    | 0    | 宇良       | 12   | 5    |
| 炎鵬     | 2     | 2    | 欧勝馬   | 1    | 0    | 阿武咲   | 9    | 8    | 王鵬       | 4    | 4    |
| 大砂嵐   | 0     | 1    | 大の里   | 1    | 7    | 隠岐の海 | 11   | 11   | 魁聖       | 2    | 5    |
| 臥牙丸   | 3     | 2    | 鏡桜     | 1    | 0    | 輝       | 6    | 4    | 鶴竜       | 2(1) | 5    |
| 稀勢の里 | 0     | 1    | 北太樹   | 2    | 0    | 北磻磨   | 1    | 0    | 旭秀鵬     | 1    | 1    |
| 旭大星   | 1     | 1    | 霧島     | 11   | 15*  | 金峰山   | 1    | 0    | 豪栄道     | 3    | 3    |
| 豪ノ山   | 5     | 2    | 琴恵光   | 3    | 0    | 琴櫻     | 9(1) | 11   | 琴奨菊     | 2    | 5    |
| 琴勝峰   | 3(1)  | 1    | 琴勇輝   | 3(1) | 4    | 佐田の海 | 8    | 3    | 佐田の富士 | 2    | 0    |
| 里山     | 1     | 0    | 志摩ノ海 | 1    | 1    | 正代     | 23   | 9    | 湘南乃海   | 1    | 0    |
| 松鳳山   | 2     | 3    | 青狼     | 2    | 0    | 貴景勝   | 7(1) | 19   | 貴ノ岩     | 0    | 3    |
| 隆の勝   | 12    | 9    | 髙安     | 12   | 12   | 宝富士   | 8    | 9    | 尊富士     | 2    | 0    |
| 玉鷲     | 10    | 16   | 美ノ海   | 0    | 3    | 千代鳳   | 1    | 4    | 千代翔馬   | 8    | 5    |
| 千代大龍 | 5     | 7    | 千代皇   | 0    | 1    | 千代の国 | 3(1) | 3    | 千代丸     | 3    | 4    |
| 照強     | 2     | 0    | 照ノ富士 | 7(2) | 9    | 時天空   | 0    | 1    | 徳勝龍     | 7    | 2    |
| 栃煌山   | 5     | 1    | 栃ノ心   | 4(1) | 6    | 豊ノ島   | 0    | 1    | 豊響       | 1    | 3    |
| 錦木     | 10    | 6    | 錦富士   | 1    | 0    | 伯桜鵬   | 1    | 0    | 白鵬       | 2    | 8    |
| 日馬富士 | 0     | 1    | 英乃海   | 2    | 2    | 平戸海   | 7    | 2    | 豊昇龍     | 4    | 14   |
| 北勝富士 | 12    | 8    | 誉富士   | 1    | 1    | 御嶽海   | 14   | 16   | 翠富士     | 5    | 2    |
| 妙義龍   | 11    | 2    | 明生     | 16   | 6    | 豊山     | 7    | 4    | 嘉風       | 4    | 0    |
| 竜電     | 9     | 5    | 若隆景   | 8    | 9    | 若元春   | 11   | 7    |            |      |      |

- 他に優勝決定戦で霧島に1敗がある。

## 主な成績
2025年7月場所終了時点

### 通算成績
- 通算成績：593勝478敗17休（81場所）
- 通算勝率：.554
  - 幕内成績：442勝381敗17休（56場所）
  - 幕内勝率：.537
    - 三役成績：194勝149敗17休（24場所）
    - 三役勝率：.566
      - 関脇成績：109勝84敗17休（14場所）
      - 関脇勝率：.565
      - 小結成績：85勝65敗（10場所）
      - 小結勝率：.567

    - 前頭成績：248勝232敗（32場所）
    - 前頭勝率：.517

  - 十両成績：84勝66敗（10場所）
  - 十両勝率：.560
  - 幕下成績：32勝24敗（8場所）
  - 幕下勝率：.571
  - 三段目成績：22勝6敗（4場所）
  - 三段目勝率：.786
  - 序二段成績：6勝1敗（1場所）
  - 序二段勝率：.857
  - 序ノ口成績：7勝0敗（1場所）
  - 序ノ口勝率：1.000

### 各段在位場所数
- 通算在位：81場所
  - 幕内在位：56場所
    - 三役在位：24場所（関脇14場所、小結10場所）
    - 平幕在位：32場所

  - 十両在位：10場所
  - 幕下在位：8場所
  - 三段目在位：4場所
  - 序二段在位：1場所
  - 序ノ口在位：1場所

### 各段優勝
- 幕内最高優勝：1回（2021年1月場所）
- 十両優勝：1回（2017年1月場所）
- 三段目優勝：1回（2013年5月場所）
- 序ノ口優勝：1回（2012年3月場所）

### 三賞・金星
- 三賞：7回
  - 殊勲賞：5回（2019年11月場所、2020年7月場所、2021年1月場所、2021年9月場所、2022年5月場所）
  - 技能賞：2回（2021年1月場所、2023年3月場所）
- 金星：4個
  - 白鵬：1個（2019年11月場所）
  - 鶴竜：1個（2019年9月場所）
  - 照ノ富士：2個（2021年9月場所、2022年3月場所）

### 場所別成績
| | 一月場所 初場所（東京） | 三月場所 春場所（大阪） | 五月場所 夏場所（東京） | 七月場所 名古屋場所（愛知） | 九月場所 秋場所（東京） | 十一月場所 九州場所（福岡） |
| --- | ----------------------- | ----------------------- | ----------------------- | --------------------------- | ----------------------- | --------------------------- |
| 2012年 （平成24年） | （前相撲）              | 西序ノ口13枚目 優勝 7–0 | 東序二段12枚目 6–1      | 東三段目49枚目 4–3          | 東三段目34枚目 4–3      | 東三段目8枚目 6–1           |
| 2013年 （平成25年） | 東幕下33枚目 3–4        | 東幕下49枚目 3–4        | 西三段目7枚目 優勝 7–0  | 西幕下11枚目 3–4            | 西幕下17枚目 5–2        | 西幕下8枚目 3–4             |
| 2014年 （平成26年） | 西幕下13枚目 5–2        | 西幕下7枚目 5–2         | 東幕下2枚目 6–1         | 西十両12枚目 8–7            | 東十両9枚目 6–9         | 西十両11枚目 6–9            |
| 2015年 （平成27年） | 東十両13枚目 10–5       | 東十両6枚目 7–8         | 東十両7枚目 10–5        | 西十両筆頭 9–6              | 東前頭13枚目 7–8        | 東前頭14枚目 6–9            |
| 2016年 （平成28年） | 東十両3枚目 8–7         | 西前頭14枚目 10–5       | 西前頭9枚目 6–9         | 西前頭11枚目 5–10           | 東前頭16枚目 5–10       | 西十両4枚目 8–7             |
| 2017年 （平成29年） | 西十両2枚目 優勝 12–3   | 東前頭11枚目 11–4       | 東前頭3枚目 4–11        | 西前頭7枚目 5–10            | 東前頭11枚目 8–7        | 西前頭9枚目 5–10            |
| 2018年 （平成30年） | 西前頭13枚目 9–6        | 西前頭8枚目 9–6         | 東前頭3枚目 5–10        | 西前頭7枚目 6–9             | 西前頭10枚目 8–7        | 西前頭9枚目 9–6             |
| 2019年 （平成31年 /令和元年） | 西前頭7枚目 9–6         | 東前頭2枚目 7–8         | 西前頭2枚目 7–8         | 西前頭3枚目 8–7             | 東前頭3枚目 8–7 ★       | 東前頭筆頭 8–7 殊★          |
| 2020年 （令和2年） | 西小結 7–8              | 東前頭筆頭 8–7          | 感染症拡大 により中止   | 東小結 11–4 殊              | 東関脇2 5–10            | 西前頭2枚目 10–5            |
| 2021年 （令和3年） | 西前頭筆頭 13–2 殊技    | 西小結2 8–7             | 西小結 6–9              | 西前頭筆頭 5–10             | 西前頭4枚目 10–5 殊★    | 東前頭筆頭 8–7              |
| 2022年 （令和4年） | 西小結 7–8              | 東前頭筆頭 8–7 ★        | 西小結 11–4 殊          | 西関脇 6–7–2                | 東関脇2 7–8             | 西小結2 7–8                 |
| 2023年 （令和5年） | 西前頭筆頭 10–5         | 東小結2 12–3 技         | 東関脇2 10–5            | 西関脇 9–6                  | 東関脇 10–5             | 東関脇 9–6                  |
| 2024年 （令和6年） | 西関脇 9–6              | 東関脇 6–9              | 西前頭筆頭 11–4         | 東小結 8–7                  | 東小結 8–7              | 西関脇 8–7                  |
| 2025年 （令和7年） | 西関脇 11–4             | 東関脇 9–6              | 東関脇 10–5             | 東関脇 休場 0–0–15          | x                       | x                           |
| 各欄の数字は、「勝ち-負け-休場」を示す。 優勝 引退 休場 十両 幕下 三賞：敢=敢闘賞、殊=殊勲賞、技=技能賞 その他：★=金星 番付階級：幕内 - 十両 - 幕下 - 三段目 - 序二段 - 序ノ口 幕内序列：横綱 - 大関 - 関脇 - 小結 - 前頭（「#数字」は各位内の序列） |                         |                         |                         |                             |                         |                             |

## 改名歴
- 高西 勇人（たかにし はやと）2012年1月場所
- 大翔栄 勇人（だいしょうえい はやと）2012年3月場所-2012年7月場所
- 大栄翔 勇人（だいえいしょう はやと）2012年9月場所-